# Ambrosio Fuentes
Ambrosio Fuentes fou un cantant espanyol del segle xviii germà del famós actor Simón Fuentes. Posseïa una bona veu de tenor, que el va fer destacar entre els artistes anomenats de cantado de la seva època. Estrenà diverses sarsueles, entre elles La Briseida, de Ramón de la Cruz, amb música de Rodríguez de Hita.